# Satyrus microrientalpium
Satyrus microrientalpium är en fjärilsart som beskrevs av Ruggero Verity 1953. Satyrus microrientalpium ingår i släktet Satyrus och familjen praktfjärilar. Inga underarter finns listade.